# 1385
Évszázadok: 13. század – 14. század – 15. század
Évtizedek: 1330-as évek – 1340-es évek – 1350-es évek – 1360-as évek – 1370-es évek – 1380-as évek – 1390-es évek – 1400-as évek – 1410-es évek – 1420-as évek – 1430-as évek
Évek: 1380 – 1381 – 1382 – 1383 –  1384 – 1385 – 1386 – 1387 – 1388 – 1389 – 1390

## Események

### Határozott dátumú események
- április 6. – Az Avis-i ház alapítója I. János lesz Portugália királya.
- augusztus 14.
  - Az aljubarrotai csata I. János portugál király döntő győzelmet arat ki I. János kasztíliai király csapatai fölött, és ezzel az 1383-ban kezdődött válság után biztosítja Portugália függetlenségét.[1]
  - A krevai uniós szerződés Lengyelország és Litvánia között. (II. (Jagelló) Ulászló a lengyel trónra lépve megalapítja a Jagelló-dinasztiát.)[2]
- október 23. – Kis Károly Zágrábba érkezik,[3] ahol a horvát főurak hódolatát fogadja.
- november 1. – Mária királynő és Luxemburgi Zsigmond házassága.[4]
- december 31. – Mária királynő lemondása után II. (Kis) Károlyt magyar királlyá koronázzák.[5][6]

### Határozatlan dátumú események
- május – I. (Lusignan) Jakabot Nicosiában Ciprus királyává koronázzák.
- az év folyamán – VI. Károly francia király feleségül veszi III. Kneisseli István bajor herceg lányát,  Bajor Izabellát.[7]

## Halálozások
- június 28. – IV. Andronikosz bizánci császár (* 1348)